# Fantaso
Nella mitologia greca Fantaso (in greco Φάντασος, Phántasos, il cui nome significa "l'apparizione") è uno dei figli di Ipno (Hypnos), il dio del sonno che è figlio della Notte e fratello gemello di Tanato. Con i fratelli Morfeo e Fobetore fa parte dei tre Oniri, coloro i quali governano i sogni: ognuno di essi ne impersonifica una particolare forma. Ogni oggetto inanimato che appaia in un sogno è generato da Fantaso.
Si differenzia dal fratello Morfeo per via delle continue menzogne: egli, infatti, non annuncia mai la verità.

## Nella cultura di massa
• Fantaso è presente in I Cavalieri dello zodiaco - The Lost Canvas - Il mito di Ade dove, per ordine di suo padre Hypnos, cattura Tenma di Pegasus, Yato dell'Unicorno e Yuzuriha della Gru, portandoli nel Mondo dei Sogni.